# Katarr
En katarr (klassisk grekiska καταρρεῖν, "nedåtflytande") är en ytlig slemhinneinflammation som visar sig tydligast genom ökad slemproduktion i slemhinnan.
Katarrer förekommer vanligtvis bak i näsan, i halsen eller i bihålorna. Tillståndet är tillfälligt, men kan ibland vara i flera månader eller år och kallas då för kronisk katarr. En katarr är inte skadlig och det finns flera möjliga behandlingar tillgängliga, men katarren kan ändå vara besvärande.
Vanliga symptom på en luftvägskatarr är: en känsla att halsen är igentäppt, nästäppa eller rinnsnuva som inte avtar, en känsla av att slem rinner nedför den bakre delen av halsen, ihållande hosta, huvudvärk eller smärta i ansiktet, försämrat lukt- och smaksinne, knastrande ljud i örat och viss tillfällig förlust av hörseln.

## Olika typer av katarrer
- Blåskatarr
- Luftrörskatarr
- Magkatarr
- Matstrupskatarr
- Mellanörekatarr
- Njurbäckeninflammation
- Slidkatarr
- Tarmkatarr
- Ögonkatarr